# 1170

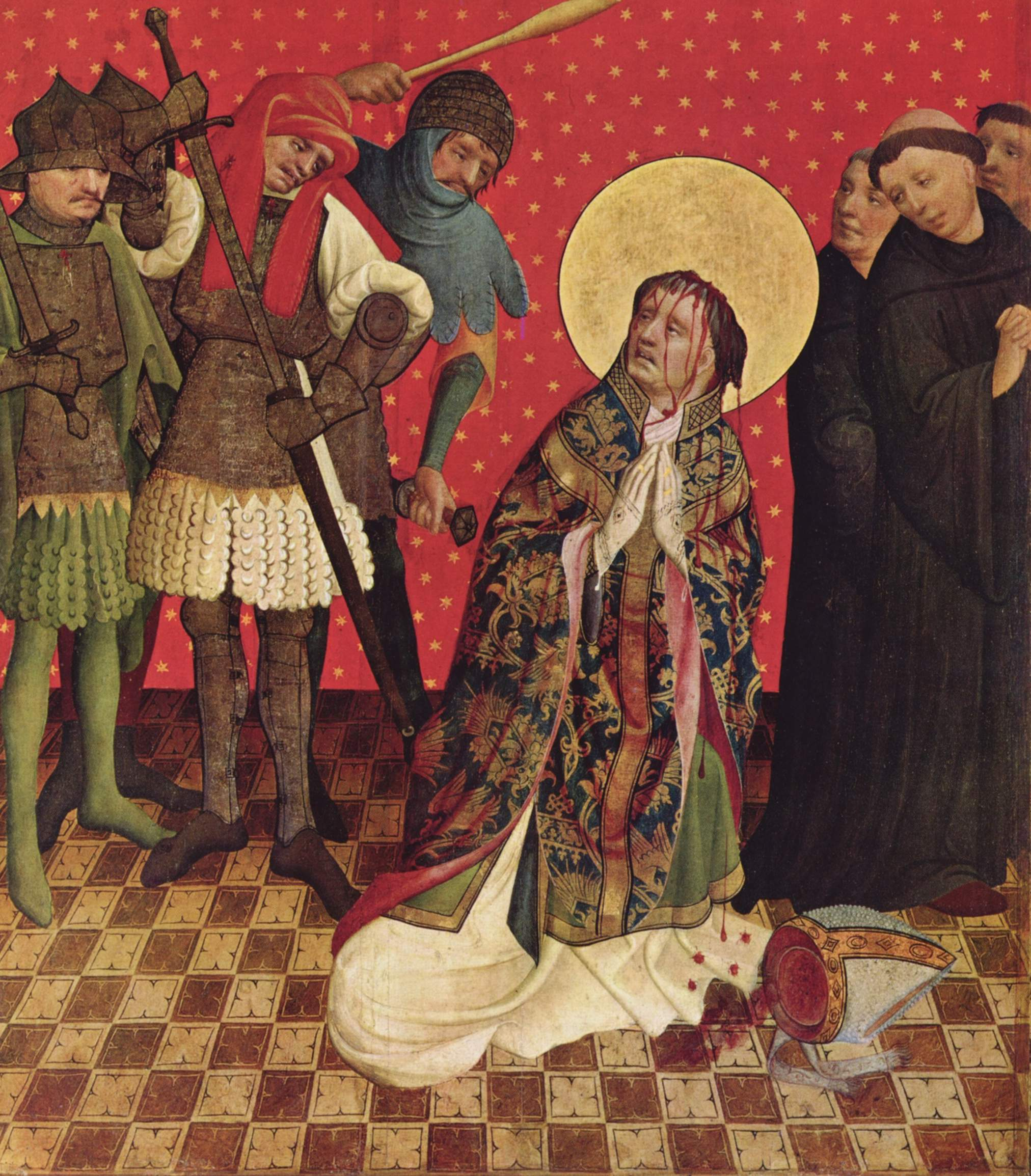
moord op Thomas Becket

Het jaar 1170 is het 70e jaar in de 12e eeuw volgens de christelijke jaartelling.

## Gebeurtenissen
juni
- juni - De Engelse prins Hendrik de Jongere wordt op vijftienjarige leeftijd gekroond tot mede-koning van Engeland.

augustus
- augustus - Het lukt de Normandiërs om Viking-steden als Wexford, Waterford en Dublin te veroveren; toch weet Richard Strongbow met moeite Rory O' Connor buiten Dublin te houden.

november
- 2 - Allerheiligenvloed Tijdens de storm wordt het Creiler Woud verzwolgen door het water Aelmere. De Noordzee breekt tussen het huidige Huisduinen en Texel door de duinenrij. De beek Marsdiep krijgt een verbinding met de Noordzee en wordt een zeegat. Het land tussen Texel, Medemblik en Stavoren loopt onder en Texel en Wieringen worden eilanden.

december
- 29 Aartsbisschop Thomas Becket wordt door ridders vermoord in zijn eigen kathedraal.

zonder datum
- Saladin valt het koninkrijk Jeruzalem aan en verovert Eilat, waarmee Jeruzalem zijn verbinding met de Rode Zee verliest.
- Slag bij Pantino: Stefan Nemanja verslaat zijn broer Tihomir in de strijd om de macht in Servië.
- De Almohaden die vanuit Noord-Afrika Al-Andalus veroverd hebben verplaatsen hun hoofdstad van Marrakesh naar Sevilla.
- Hendrik van Veldeke schrijft het Leven van Sint Servaas. (jaartal bij benadering)
- Volgens de legende reist na de dood van Owain Gwynedd van Wales zijn zoon Madoc naar het westen, waar hij een onbewoond land ontdekt en koloniseert.
- Brustem krijgt stadsrechten.
- De Orde van Sint-Jacob van het Zwaard wordt gesticht.
- Alfons VIII van Castilië trouwt met Eleonora van Engeland.
- Stichting van het klooster Bethlehem bij Oudkerk.
- Voor het eerst vermeld: Delhi, Kalken, Kamperland, Obspringen

## Opvolging
- Abbasiden - al-Mustanjid opgevolgd door al-Mustadi
- Armeens Cilicië - Ruben II opgevolgd door zijn halfoom Mleh
- Bar - Reinoud II opgevolgd door zijn zoon Hendrik I
- Béarn - Gaston V opgevolgd door zijn zuster Maria
- Brandenburg - Albrecht de Beer opgevolgd door zijn zoon Otto I
- patriarch van Constantinopel - Michaël III in opvolging van Lukas Chrysoberges
- Eu - Jan opgevolgd door zijn zoon Hendrik II
- Gwynedd - Owain Gwynedd opgevolgd door zijn zonen Maelgwn, Dafydd en Rhodri
- Rügen - Tezlaw opgevolgd door Jaromar I
- Weimar-Orlamünde - Albrecht de Beer opgevolgd door zijn zoon Herman I
- Zwaben - Frederik V opgevolgd door zijn broer Koenraad als Frederik VI

## Afbeeldingen

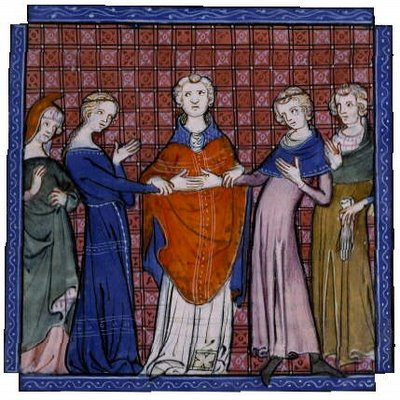
Verloving van Alfons VIII en Eleanora van Engeland
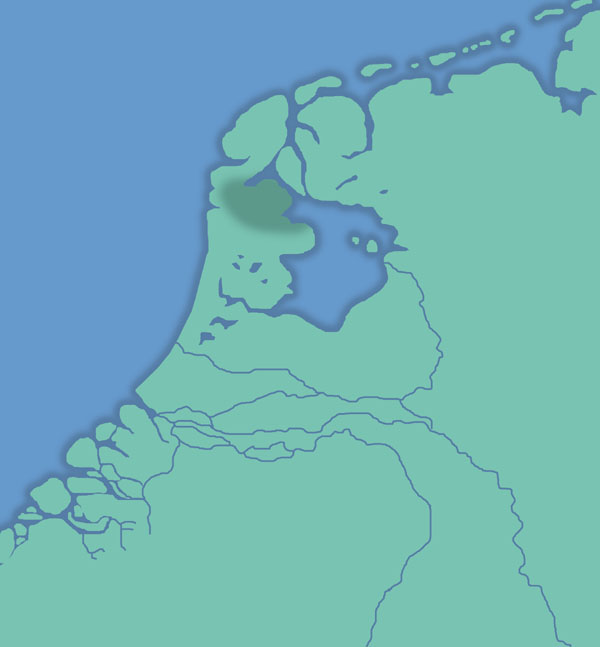
Het Creiler Woud voor de Allerheiligenvloed van 1170
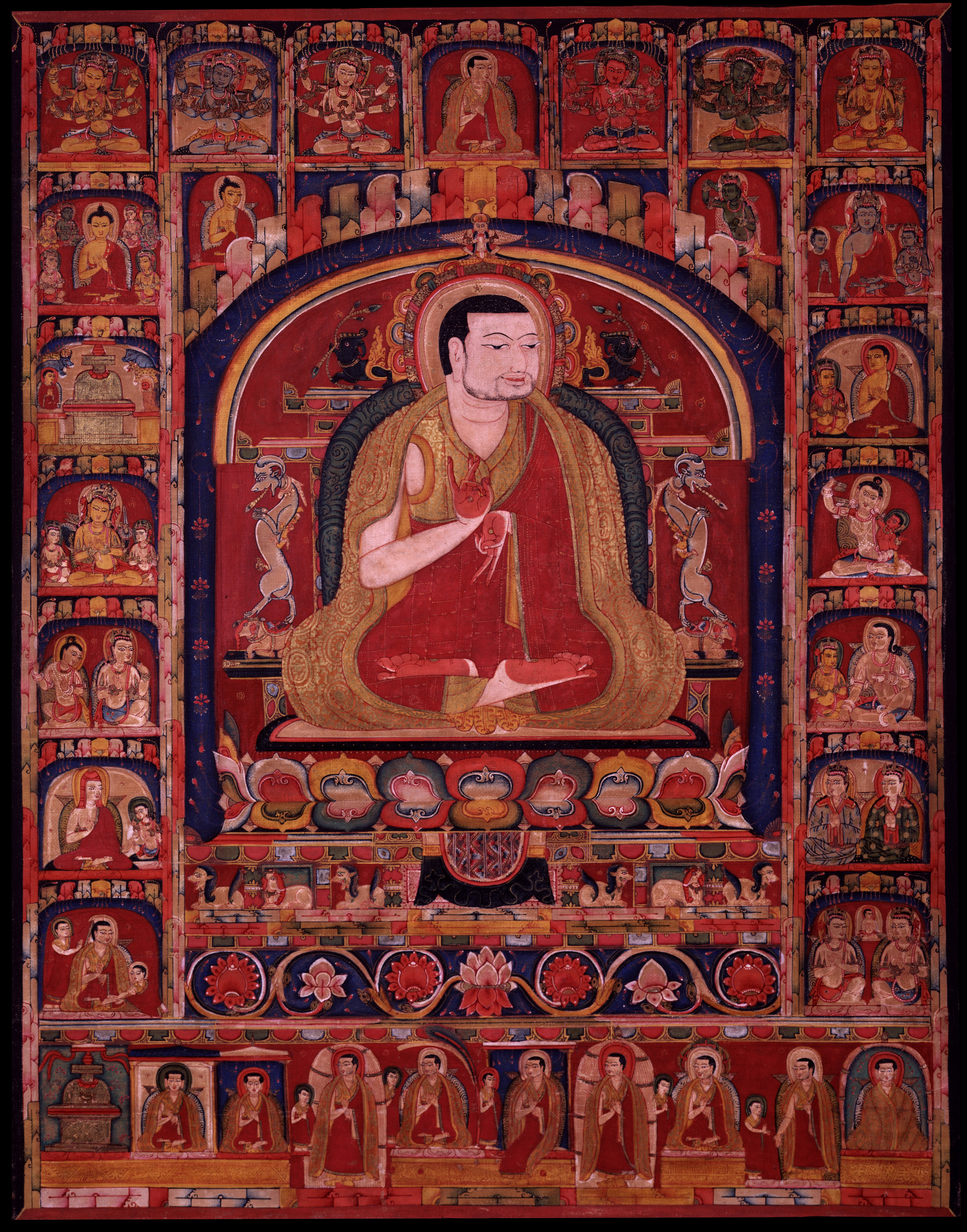
Phagmo Drupa Dorje Gyalpo

## Geboren
- 23 april - Isabella van Henegouwen, echtgenote van Filips II van Frankrijk
- 28 juni - Waldemar II, koning van Denemarken (1202-1241)
- Agnes I, gravin van Nevers en Tonnerre
- Constantijn XI Laskaris, keizer van Byzantium (1204-1205) (jaartal bij benadering)
- Dominicus Guzman, Castiliaans monasticus, stichter van de orde der dominicanen (jaartal bij benadering)
- Edmund Rich, aartsbisschop van Canterbury (jaartal bij benadering)
- Eustaas de Monnik, Frans zeerover (jaartal bij benadering)
- Gerolt IV, graaf van Armagnac en Ferenzac (jaartal bij benadering)
- Leonardo Fibonacci, Italiaans wiskundige (jaartal bij benadering)
- Walther von der Vogelweide, Duits zanger (jaartal bij benadering)

## Overleden
- 22 januari - Wang Chongyang (57), Chinees daoshi
- 30 april - Gaston V, burggraaf van Béarn
- 21 mei - Goderik van Finchale, Engels kluizenaar
- 26 juni - Jan, graaf van Eu
- 25 juli - Reinoud II (~48), graaf van Bar
- 18 november - Albrecht de Beer (~72), markgraaf van Brandenburg (1134-1170) en hertog van Saksen (1138-1142)
- 17 december - Wivina van Bijgaarden, Frans abdis
- 29 december - Thomas Becket (52), aartsbisschop van Canterbury (vermoord)
- Frederik V (~6), Duits prins, hertog van Zwaben
- Hugo van Ibelin, Jeruzalems edelman (jaartal bij benadering)
- Mstislav II, grootvorst van Kiev (1167-1170)
- Owain Gwynedd, prins van Gwynedd
- Phagmo Drupa Dorje Gyalpo, Tibetaans religieus leider
- Ruben II (~5), vorst van Armeens Cilicië (1169-1170)
- Otto I, graaf van Ravensberg (jaartal bij benadering)